# ستيفان ايشيزاكي
ستيفان ايشيزاكي (بالسويدية: Stefan Ishizaki)‏ (15 مايو 1982 السويد - ) هو لاعب كرة قدم سويدي، يلعب كلاعب وسط.

## وصلات خارجية
ستيفان ايشيزاكي على موقع الاتحاد الأوربي (الإنجليزية)
- ستيفان ايشيزاكي على موقع اتحاد السويد (السويدية)
- ستيفان ايشيزاكي على موقع الدوري الأمريكي (الإنجليزية)
- ستيفان ايشيزاكي على موقع قاعدة بيانات كرة القدم.إي يو (الإنجليزية)
- ستيفان ايشيزاكي على موقع ناشيونال فوتبول تيمز (الإنجليزية)
- ستيفان ايشيزاكي على موقع Soccerway.com (الإنجليزية)
- ستيفان ايشيزاكي على موقع عالم كرة القدم.نت (الإنجليزية)
- ستيفان ايشيزاكي على موقع AS.com (الإسبانية)